# The Soulbreaker Company
The Soulbreaker Company es una banda de Rock que nace en el año 2003 en Vitoria, País Vasco (España). La banda está compuesta por Illán Arribas, Javier Arteaga, Daniel Triñanes, Andoni Ortiz, Asier Fernandez y Jony Moreno.

## Historia

### Inicios
A principios de 2004 The Soulbreaker Company graba una “demo” con el mismo nombre, que es distribuida entre amigos e Internet. En el año 2005, gracias a esta grabación y al boca a boca, empiezan a girar por el estado y poco después son seleccionados en el XVII concurso Villa de Bilbao, primero como suplentes, y finalmente como ganadores del premio a la mejor banda de Euskal Herria, y 3º puesto en la categoría pop-rock. Es entonces cuando cuentan con los medios suficientes para grabar su primer álbum.

### Hot Smoke and Heavy Blues
Su primer disco fue grabado en los estudios Lorentzo Records en Bérriz y finalmente editado por Last Recordings en el año 2005 . Se tituló Hot Smoke & Heavy Blues recolectando muy buenas críticas en revistas especializadas lo que les llevó a abrirse paso como acompañantes de bandas de reputado nivel internacional como Mother Superior, Raging Slab o The Steepwater Band, teniendo como colofón su participación en el Azkena Rock Festival 2005 junto con Wilco, Queens of the Stone Age, Monster Magnet, Gov't Mule o Deep Purple. En sus comienzos se dejaban notar esos aromas de los años 70 de bandas como Led Zeppelin, Captain Beyond, Mountain o Grand Funk Railroad que fueron su base de inspiración.
En el año 2006 participan en el Festival Arte-Nativo Viña Rock y finalizan la gira para centrarse en la composición de lo que sería su 2º disco.

### The Pink Alchemist
En el año 2007 volvían al estudio de grabación para darle forma a su segundo largo, The Pink Alchemist grabado en los estudios Primera Base en Madrid, esta vez editado por Alone Records y publicado a comienzos de 2008. Atrás quedaba el disco de debut y en estos nuevos temas se apreciaba una clara evolución en cuánto al sonido de la banda, acercándose hacía la psicodélica, rompiendo ciertos prejuicios, aunque conviviendo y dejando espacio para trallazos del mejor heavy rock. Empezaban a marcar su personalidad y a alejarse de todo referente. Además su aureola de gran grupo de directo seguiría creciendo, culminando con una exitosa gira y ecos a nivel internacional 

### Ítaca
En septiembre de 2010 se publica su tercer álbum grabado en Gales en los Foel Studios de Dave Anderson (bajista de los míticos Groundhogs). Grabado en enero en medio en una de las mayores nevadas en Gran Bretaña en los últimos tiempos, se trata de su disco más pop, más oscuro y más complejo. En el periodo desde la grabación hasta su salida, The Soulbreaker Company giran por Europa, participando en la IV edición del festival underground Yellowstock Festival en Bélgica, así como varias salas de la vecina Holanda. La crítica avala la calidad de Ítaca y, entre otras menciones, es nombrado en la revista Popular 1 mejor disco nacional del 2010.

### Shameless (a collection of b sides and hidden songs)
Con motivo de la celebración del 10º aniversario de la banda, y para hacer más corta la espera de su siguiente disco, se publica  “Shameless (a collection of b sides and hidden songs)” el 24 de diciembre de 2013, que incluye temas que fueron registrados durante las sesiones de grabación de “The Pink Alchemist” (2008) e “Ítaca” (2010) y que por diferentes motivos acabaron fuera de esos álbumes, además de una versión de la mítica banda Venom.

### Graceless
Tras un período de reposo The Soulbreaker Company regresan a escena con su esperado cuarto álbum, “Graceless”. Graceless fue grabado entre marzo y abril de 2013 en Toe Rag Studios, Londres, de manera analógica, utilizando material vintage y prácticamente en directo. La producción corre a cargo de Liam Watson (Tame Impala, White Stripes, Electric Wizard) y la masterización es de Noel Summerville (White Denim, Efterklang, Astra). El álbum, como ya es habitual en la banda, se publica por medio del conocido y especializado sello Alone Records saliendo oficialmente al mercado el 24 de febrero de 2014.

### La Lucha
Después de presentar el disco "Graceless" durante el año 2014 y, junto con el disco Animals de Pink Floyd en el año 2015, en el mes de diciembre de 2015 viajan a los estudios Toy Box ( PJ Harvey Yann Tiersen ... ) en Bristol para grabar su 5º Álbum. Este disco es el primero en el que Jose Javier Manzanedo no participa, siendo sustituido por Anthony Mikhaylovskiy en el bajo. Después de la grabación del disco y preparando la gira de presentación, Oscar Gil que previamente había manifestado que dejaría la banda después de grabar el disco es sustituido por Javier Arteaga , y a su vez  Illan Arribas sustituye a Anthony Mikhaylovskiy en calidad de miembros permanentes. Con la nueva formación el disco sale a la venta el 24 de septiembre de 2016 con el sello habitual Alone Records y se anuncia una gira para su presentación para el año 2016/2017 entre ellos el festival de rock Azkena Rock Festival 2017.
El disco fue seleccionado entre lo mejor del año entre varias publicaciones nacionales e internacionales.

## Miembros actuales
- Illán Arribas: Bajo eléctrico
- Javier Arteaga: Hammond, Órgano, Piano, Sintetizador
- Daniel Trignanes: Guitarra eléctrica, Guitarra acústica
- Andoni Ortiz: Batería, Percusión
- Asier Fernandez: Guitarra eléctrica, Guitarra acústica, Voz
- Jony Moreno:Voz, Guitarra acústica, Coros

## Miembros  anteriores
- José Javier Manzanedo: Bajo eléctrico
- Anthony Mikhaylovskiy: Bajo eléctrico Sintetizador
- Óscar Gil: Hammond, Órgano, Piano, Armónica, Voz, Coros